# Rząd Ewy Kopacz
Rząd Ewy Kopacz – Rada Ministrów pod kierownictwem premier Ewy Kopacz powołana i zaprzysiężona przez prezydenta RP Bronisława Komorowskiego 22 września 2014.
Rząd Ewy Kopacz był rządem koalicyjnym Platformy Obywatelskiej i Polskiego Stronnictwa Ludowego. Został powołany w miejsce drugiego rządu Donalda Tuska (także gabinetu koalicji PO-PSL) po tym, jak Donald Tusk zrezygnował z funkcji premiera na skutek jego wyboru na przewodniczącego Rady Europejskiej.
15 września 2014 prezydent RP Bronisław Komorowski swoim postanowieniem desygnował na prezesa Rady Ministrów Ewę Kopacz, powierzając jej misję sformowania rządu. Zgodnie z Konstytucją RP, nowo powołany gabinet Rady Ministrów jest zobowiązany otrzymać od Sejmu RP wotum zaufania w ciągu 14 dni od daty zaprzysiężenia. Sejm RP udzielił wotum zaufania Radzie Ministrów pod kierownictwem prezes Rady Ministrów Ewy Kopacz w dniu 1 października 2014, na 76. posiedzeniu Sejmu RP. W głosowaniu wzięło udział 449 posłów, większość bezwzględna wynosiła 225. Za udzieleniem wotum zaufania głosowało 259 posłów, przeciw 183, wstrzymało się 7, a nie głosowało 11.
12 listopada 2015 Ewa Kopacz podała gabinet do dymisji, czyniąc to dwukrotnie – przed prezydentem RP i na forum Sejmu w dniu pierwszego posiedzenia Sejmu VIII kadencji. Dymisja została przyjęta, po czym Rada Ministrów pełniła obowiązki do czasu zaprzysiężenia nowego składu Rady Ministrów, co nastąpiło 16 listopada 2015 wraz z powołaniem rządu Beaty Szydło.

## Wotum zaufania 1 października 2014
| Klub/koło                                            | Klub/koło                    | Głosowanie | Głosowanie     | Głosowanie | Nieobecni |
| Klub/koło                                            | Klub/koło                    | Za         | Wstrzymali się | Przeciw    | Nieobecni |
| ---------------------------------------------------- | ---------------------------- | ---------- | -------------- | ---------- | --------- |
|                                                      | Platforma Obywatelska        | 200        | 0              | 0          | 2         |
|                                                      | Prawo i Sprawiedliwość       | 0          | 0              | 133        | 2         |
|                                                      | Polskie Stronnictwo Ludowe   | 32         | 0              | 0          | 0         |
|                                                      | Sojusz Lewicy Demokratycznej | 0          | 0              | 29         | 2         |
|                                                      | Posłowie niezrzeszeni        | 14         | 7              | 7          | 2         |
|                                                      | Sprawiedliwa Polska          | 0          | 0              | 14         | 1         |
|                                                      | Twój Ruch                    | 13         | 0              | 0          | 2         |
| ŁĄCZNIE                                              | ŁĄCZNIE                      | 259        | 7              | 183        | 11        |
| Większość bezwzględna: 225, wotum zaufania udzielono |                              |            |                |            |           |

## Rada Ministrów Ewy Kopacz (2014–2015)
| Funkcja                                   | Imię i nazwisko               | Imię i nazwisko                 | Czas pełnienia funkcji | Czas pełnienia funkcji |
| Funkcja                                   | Imię i nazwisko               | Imię i nazwisko                 | Od                     | Do                     |
| ----------------------------------------- | ----------------------------- | ------------------------------- | ---------------------- | ---------------------- |
| Prezes Rady Ministrów                     |                               | Ewa Kopacz (PO)                 | 22 września 2014(dts)  | 16 listopada 2015(dts) |
| Wiceprezes Rady Ministrów                 |                               | Janusz Piechociński (PSL)       | 22 września 2014(dts)  | 16 listopada 2015(dts) |
| Minister gospodarki                       | 22 września 2014(dts)         | Janusz Piechociński (PSL)       | 16 listopada 2015(dts) |                        |
| Wiceprezes Rady Ministrów                 |                               | Tomasz Siemoniak (PO)           | 22 września 2014(dts)  | 16 listopada 2015(dts) |
| Minister obrony narodowej                 | 22 września 2014(dts)         | Tomasz Siemoniak (PO)           | 16 listopada 2015(dts) |                        |
| Minister zdrowia                          | Bartosz Arłukowicz (PO)       | 22 września 2014(dts)           | 15 czerwca 2015(dts)   |                        |
| Minister sportu i turystyki               | Andrzej Biernat (PO)          | 22 września 2014(dts)           | 15 czerwca 2015(dts)   |                        |
| Minister-członek Rady Ministrów           |                               | Jacek Cichocki                  | 22 września 2014(dts)  | 16 listopada 2015(dts) |
| Minister sprawiedliwości                  |                               | Cezary Grabarczyk (PO)          | 22 września 2014(dts)  | 30 kwietnia 2015(dts)  |
| Minister środowiska                       |                               | Maciej Grabowski                | 22 września 2014(dts)  | 16 listopada 2015(dts) |
| Minister administracji i cyfryzacji       |                               | Andrzej Halicki (PO)            | 22 września 2014(dts)  | 16 listopada 2015(dts) |
| Minister skarbu państwa                   | Włodzimierz Karpiński (PO)    | 22 września 2014(dts)           | 15 czerwca 2015(dts)   |                        |
| Minister edukacji narodowej               | Joanna Kluzik-Rostkowska (PO) | 22 września 2014(dts)           | 16 listopada 2015(dts) |                        |
| Minister nauki i szkolnictwa wyższego     | Lena Kolarska-Bobińska (PO)   | 22 września 2014(dts)           | 16 listopada 2015(dts) |                        |
| Minister pracy i polityki społecznej      |                               | Władysław Kosiniak-Kamysz (PSL) | 22 września 2014(dts)  | 16 listopada 2015(dts) |
| Minister kultury i dziedzictwa narodowego |                               | Małgorzata Omilanowska          | 22 września 2014(dts)  | 16 listopada 2015(dts) |
| Minister spraw wewnętrznych               |                               | Teresa Piotrowska (PO)          | 22 września 2014(dts)  | 16 listopada 2015(dts) |
| Minister rolnictwa i rozwoju wsi          |                               | Marek Sawicki (PSL)             | 22 września 2014(dts)  | 16 listopada 2015(dts) |
| Minister spraw zagranicznych              |                               | Grzegorz Schetyna (PO)          | 22 września 2014(dts)  | 16 listopada 2015(dts) |
| Minister finansów                         |                               | Mateusz Szczurek                | 22 września 2014(dts)  | 16 listopada 2015(dts) |
| Minister infrastruktury i rozwoju         | Maria Wasiak                  | 22 września 2014(dts)           | 16 listopada 2015(dts) |                        |
| Minister sprawiedliwości                  |                               | Borys Budka (PO)                | 4 maja 2015(dts)       | 16 listopada 2015(dts) |
| Minister skarbu państwa                   | Andrzej Czerwiński (PO)       | 16 czerwca 2015(dts)            | 16 listopada 2015(dts) |                        |
| Minister sportu i turystyki               |                               | Adam Korol                      | 16 czerwca 2015(dts)   | 16 listopada 2015(dts) |
| Minister zdrowia                          | Marian Zembala                | 16 czerwca 2015(dts)            | 16 listopada 2015(dts) |                        |

## W dniu zaprzysiężenia 22 września 2014
- Ewa Kopacz (PO) – prezes Rady Ministrów
- Janusz Piechociński (PSL) – wiceprezes Rady Ministrów, minister gospodarki
- Tomasz Siemoniak (PO) – wiceprezes Rady Ministrów, minister obrony narodowej
- Bartosz Arłukowicz (PO) – minister zdrowia
- Andrzej Biernat (PO) – minister sportu i turystyki
- Jacek Cichocki (bezpartyjny) – minister-członek Rady Ministrów
- Cezary Grabarczyk (PO) – minister sprawiedliwości
- Maciej Grabowski (bezpartyjny) – minister środowiska
- Andrzej Halicki (PO) – minister administracji i cyfryzacji
- Włodzimierz Karpiński (PO) – minister skarbu państwa
- Joanna Kluzik-Rostkowska (bezpartyjna) – minister edukacji narodowej
- Lena Kolarska-Bobińska (PO) – minister nauki i szkolnictwa wyższego
- Władysław Kosiniak-Kamysz (PSL) – minister pracy i polityki społecznej
- Małgorzata Omilanowska (bezpartyjna) – minister kultury i dziedzictwa narodowego
- Teresa Piotrowska (PO) – minister spraw wewnętrznych
- Marek Sawicki (PSL) – minister rolnictwa i rozwoju wsi
- Grzegorz Schetyna (PO) – minister spraw zagranicznych
- Mateusz Szczurek (bezpartyjny) – minister finansów
- Maria Wasiak (bezpartyjna) – minister infrastruktury i rozwoju

## Kancelaria Prezesa Rady MinistrówEwy Kopaczod 22 września 2014 do 16 listopada 2015
Minister-członek Rady Ministrów
- Jacek Cichocki (bezpartyjny) – minister-członek Rady Ministrów, szef Kancelarii Prezesa Rady Ministrów, przewodniczący Komitetu Stałego Rady Ministrów i przewodniczący Zespołu ds. Programowania Prac Rządu

Zastępca szefa Kancelarii Prezesa Rady Ministrów
- vacat (po Michale Deskurze) – zastępca szefa Kancelarii Prezesa Rady Ministrów i sekretarz stanu

Sekretarze stanu
- Marek Biernacki (PO) – sekretarz stanu i koordynator ds. służb specjalnych
- Małgorzata Fuszara – sekretarz stanu i pełnomocnik Rządu ds. równego traktowania
- Jakub Jaworowski – sekretarz stanu, sekretarz Rady Gospodarczej przy premierze, wiceprzewodniczący Komitetu Stałego Rady Ministrów i pełnomocnik premiera ds. koordynacji oceny skutków regulacji
- Michał Kamiński – sekretarz stanu sprawujący nadzór nad Centrum Informacyjnym Rządu
- Marcin Kierwiński (PO) – sekretarz stanu i szef Gabinetu Politycznego
- Andżelika Możdżanowska (PSL) – sekretarz stanu
- Cezary Tomczyk (PO) – sekretarz stanu i rzecznik prasowy rządu

## Gabinet polityczny premiera
- Marcin Kierwiński (PO) – szef gabinetu politycznego i sekretarz stanu
- Wojciech Duda – główny doradca
- Grzegorz Fortuna – główny doradca
- Sławomir Nitras (PO) – główny doradca
- Łukasz Zaręba – główny doradca

## Rządowe Centrum Legislacji
- Maciej Berek – prezes
- Robert Brochocki – wiceprezes

## Urzędy Wojewódzkie
województwo dolnośląskie
- Tomasz Smolarz (PO) – wojewoda dolnośląski
  - Joanna Bronowicka (PSL) – wicewojewoda dolnośląski

województwo kujawsko-pomorskie
- Ewa Mes (PSL) – wojewoda kujawsko-pomorski
  - Elżbieta Rusielewicz (PO) – wicewojewoda kujawsko-pomorski

województwo lubelskie
- vacat (po Wojciechu Wilku) – wojewoda lubelski
  - Marian Starownik (PSL) – wicewojewoda lubelski

województwo lubuskie
- vacat (po Katarzynie Osos) – wojewoda lubuski
  - Jan Świrepo (PSL) – wicewojewoda lubuski

województwo łódzkie
- Jolanta Chełmińska (bezpartyjna, z rekomendacji PO) – wojewoda łódzki
  - Jarosław Klimas (PSL) – wicewojewoda łódzki

województwo małopolskie
- Jerzy Miller (bezpartyjny, z rekomendacji PO) – wojewoda małopolski
  - Wojciech Szczepanik (PSL) – wicewojewoda małopolski

województwo mazowieckie
- Jacek Kozłowski (PO) – wojewoda mazowiecki
  - Dariusz Piątek (PSL) – wicewojewoda mazowiecki

województwo opolskie
- vacat (po Ryszardzie Wilczyńskim) – wojewoda opolski
  - Antoni Jastrzembski (PSL) – wicewojewoda opolski

województwo podkarpackie
- Małgorzata Chomycz (PO) – wojewoda podkarpacki
  - Grażyna Borek (PSL) – wicewojewoda podkarpacki

województwo podlaskie
- vacat (po Andrzeju Meyerze) – wojewoda podlaski
  - Wiesław Żyliński (PSL) – wicewojewoda podlaski

województwo pomorskie
- Ryszard Stachurski (PO) – wojewoda pomorski
  - Michał Owczarczak (PO) – wicewojewoda pomorski

województwo śląskie
- Piotr Litwa (bezpartyjny, z rekomendacji PO) – wojewoda województwo śląskie
  - Mirosław Szemla (PSL) – pierwszy wicewojewoda województwo śląskie
  - Gabriela Lenartowicz (PO) – drugi wicewojewoda województwo śląskie

województwo świętokrzyskie
- Bożentyna Pałka-Koruba (bezpartyjna, z rekomendacji PO) – wojewoda świętokrzyski
  - Paweł Olszak (PSL) – wicewojewoda świętokrzyski

województwo warmińsko-mazurskie
- Marian Podziewski (PSL) – wojewoda warmińsko-mazurski
  - Grażyna Kluge (bezpartyjna, z rekomendacji PO) – wicewojewoda warmińsko-mazurski

województwo wielkopolskie
- vacat (po Piotrze Florku) – wojewoda wielkopolski
  - Dorota Kinal (PSL) – wicewojewoda wielkopolski

województwo zachodniopomorskie
- Marek Tałasiewicz (PO) – wojewoda zachodniopomorski
  - Ryszard Mićko (PSL) – wicewojewoda zachodniopomorski